# Плав (жупа)
Плав е името на средновековна сръбска жупа и енория на църквата на манастир Брезовица, днес община Плав.
Първите исторически сведения за жупата датират от времето след смъртта на крал Стефан Урош I (1243-1276), т.е. след известната битка при Гацко. Крал Стефан Драгутин оставя на майка си Елена Анжуйска - земите известни постфактум, и след важното дежевско споразумение, като Земя на Войновичи, а това са Зета, Требине и горното Полимие с жупите Плав и северно от нея и Бихор (жупа), т.е. граничните сръбски земи откъм западните български земи. По-късно и след смъртта на цар Стефан Душан, горното Полимие с жупата Плав, преминава под властта на великия сръбски жупан Никола Алтоманович. След като владенията на Никола Алтоманович са поделени между съседите му, Плавската жупа е под властта на Вук Бранкович от Косово, а по-късно и на известното Моравско деспотство.
По османско време, Плав е център на вилает с 15 села и 1147 огнища или домакинства, като част от Бихорска кааза, която била в състава на Шкодренския санджак – преименуван по-сетне на Дукагински санджак.
Известно е, че през средновековието източно от Плавското езеро е съществувало рибарско селище, а по склоновете над и по реката са били селата.
Днес само община Плав, в цялата област на Санджак, има преобладаващо население деклариращо се като албанци.
Плав е първата сръбска жупа откъм Чакор и Печ, като средище на известната средновековна Печка патриаршия.
|  | Тази страница частично или изцяло представлява превод на страницата „Плав (жупа)“ в Уикипедия на сръбски. Оригиналният текст, както и този превод, са защитени от Лиценза „Криейтив Комънс – Признание – Споделяне на споделеното“, а за съдържание, създадено преди юни 2009 година – от Лиценза за свободна документация на ГНУ. Прегледайте историята на редакциите на оригиналната страница, както и на преводната страница, за да видите списъка на съавторите. ВАЖНО: Този шаблон се отнася единствено до авторските права върху съдържанието на статията. Добавянето му не отменя изискването да се посочват конкретни източници на твърденията, които да бъдат благонадеждни. |